# Philip Barry
Philip Barry (Rochester, 18 giugno 1896 – New York, 3 dicembre 1949) è stato un commediografo statunitense.

## Biografia
Philip James Quinn Barry nacque a Rochester (New York), figlio di James Corbett Barry e Mary Agnes Quinn Barry. James Barry morì quando Philip aveva solo un anno e la famiglia attraversò notevoli difficoltà economiche, tanto che il fratello maggiore di Philip, Edmund, fu obbligato a lasciare la scuola a sedici anni per iniziare a lavorare. Le difficoltà della famiglia Barry saranno poi descritte nella sua commedia The Youngest.
Dopo aver conseguito la laurea all'università di Yale, Barry si iscrisse al celebre corso di drammaturgia di George Pierce Baker all'università di Harvard, frequentato da altri celebri scrittori come Eugene O'Neill, Sidney Howard e Thomas Wolfe. 
La sua prima commedia scritta per il corso fu A Punch for Judy (1921). Seguirono The Jilts (1922) che vinse il premio Herndon come migliore opera teatrale scritta nel corso di drammaturgia di Baker e che più tardi, col titolo di You and I, ottenne grande successo a Broadway.
Nel 1922 Barry sposò Ellen Semple, e l'anno seguente nacque il suo primo figlio, Philip Semple Barry. Negli anni successivi furono prodotte a Broadway The Youngest - in cui affrontava il tema, poi più volte ripreso, della ricca famiglia provinciale che non riesce ad accettare la personalità fuori dalle convenzioni di uno dei suoi membri - e successivamente In a Garden (1925), interpretata con successo da Laurette Taylor. Nel 1926 la produzione di White Wings si rivelò un fiasco completo. Quello stesso anno nacque il suo secondo figlio, Jonathan Peter.
Nel 1927 Philip Barry si trasferì sulla Riviera francese con la famiglia, dove rimase un anno frequentando una cerchia di amici che comprendeva Francis Scott e Zelda Fitzgerald, Gerald e Sarah Murphy e Cole Porter Durante questo periodo lavorò ad altre due commedie: Paris Bound, che fu un notevole successo a Broadway, e John, che invece rimase in cartellone solo per breve tempo. Seguirono Cock Robin (1928), con Elmer Rice, e  Holiday (1928), uno dei suoi maggiori successi, che fu portata sullo schermo due volte; in particolare, nel 1938, con la regia di George Cukor e con Katharine Hepburn e Cary Grant come protagonisti.
Hotel Universe (1930) non fu invece un grande successo, mentre la successiva Tomorrow and Tomorrow (1931), per la sua tematica, fu paragonata a Strano interludio di Eugene O'Neill. Nel 1932 The Animal Kingdom ottenne un grandissimo successo a Broadway nell'interpretazione di Leslie Howard, e fu subito portata sullo schermo nell'omonimo film con lo stesso Howard, Ann Harding e Myrna Loy, per la regia di Edward H. Griffith.
La commedia più nota di Barry è The Philadelphia Story (1939), da cui nel 1940 fu tratto il film Scandalo a Filadelfia, con la regia di George Cukor, interpretato da Katharine Hepburn, Cary Grant, e James Stewart, e successivamente, nel 1956, il film musicale Alta società, con Frank Sinatra, Bing Crosby, Grace Kelly e Louis Armstrong.
Philip Barry morì nel 1949 a soli cinquantatré anni.

## Commedie
- Autonomy (1919)
- A Punch for Judy (1921)
- You and I (1923), versione cinematografica di Robert Milton (1931) (The Bargain)
- The Youngest (1924)
- In a Garden (1925)
- White Wings (1926)
- Paris Bound (1927), versione cinematografica di Edward H. Griffith (1929) (Paris Bound)
- John (1927)
- Holiday (1928); versioni cinematografiche di Edward H. Griffith (1930) (Holiday) e George Cukor (1938) (Incantesimo). Versione televisiva italiana nel 1967 per la regia di Leonardo Cortese.
- Cock Robin (con Elmer Rice) (1928), versione cinematografica (1938) (Who Killed Cock Robin?)
- Hotel Universe (1930)
- Tomorrow and Tomorrow (1931), versione cinematografica di Richard Wallace (1932) (Tomorrow and Tomorrow)
- The Animal Kingdom (1932), versione cinematografica di Edward H. Griffith (The Animal Kingdom), e di Peter Godfrey (1946) (One More Tomorrow)
- The Joyous Season (1934)
- Bright Star (1935)
- Spring Dance (1936), versione cinematografica di S. Sylvan Simon (1946) (Spring Madness)
- Here Come the Clowns (1938)
- The Philadelphia Story (1939), versione cinematografica di George Cukor (1940) (Scandalo a Filadelfia) e di Charles Walters (1956) (Alta società)
- Liberty Jones (1941)
- Without Love (1942), versione cinematografica di Harold S. Bucquet (1945) (Senza amore)
- Foolish Notion (1945)
- My Name is Aquilon (1949), adattamento dalla commedia di Jean-Pierre Aumont
- Second Threshold (1951), completata da Robert Sherwood

## Filmografia
- Holiday, regia di Edward H. Griffith (1930)
- The Animal Kingdom, regia di Edward H. Griffith (1932)
- Scandalo a Filadelfia (The Philadelphia Story), regia di George Cukor (1940)
- Alta società (High Society), regia di Charles Walters (1956)